# 巴铃河
巴铃河，又称岔普河、绿阴河，位于中国贵州省黔西南州兴仁县东部，是麻沙河右岸支流，发源于兴仁县巴铃镇上卡嘎寨，北流至民建乡高晏坪汇入麻沙河，河长24千米，流域面积144.2平方千米。